# Hiep

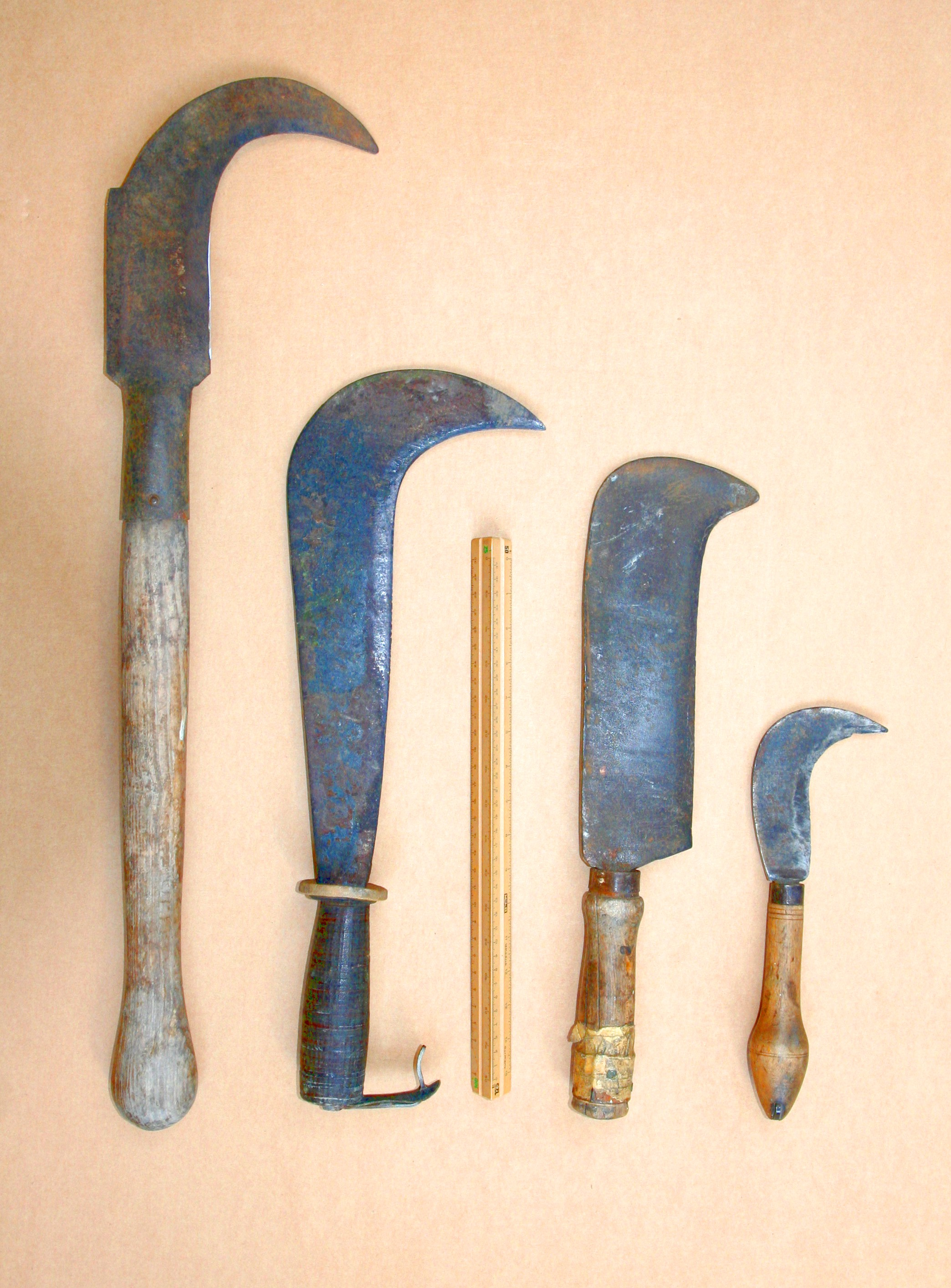
Verschillende typen hiepen. (De duimstok in het midden is 30 cm lang.)

Een hiep of handslagmes is een stuk gereedschap dat vooral wordt gebruikt bij landschapsbeheer voor het afhakken van rijshout in grienden of bij het maken van vlechtheggen. Een hiep is ook geschikt voor het hakken van aanmaakhout.
Bij hiepen van echt goede kwaliteit is het handvat aangezet terwijl het staal van het blad nog heet is van het smeden, wat ervoor zorgt dat het handvat afgeklonken kan worden en daardoor niet los kan raken. Het gewicht van het blad is zodanig verdeeld dat er een perfecte slag mee te maken is.